# 絵画芸術論
『絵画芸術論』（かいがげいじゅつろん、原題:Arte de la Pintura）は、フランシスコ・パチェーコによって記された美術書。1638年に『絵画論:その古代性と偉大』として脱稿され、パチェーコの没後1649年に出版された。内容はミケランジェロを賛美しつつ、宗教面においては保守的なものとなっている。初版以降、何度も再版され出版され、今日のスペイン美術研究における重要な資料となっている。スペイン人画家による最初の芸術書でもある。

## 内容
本作はラファエロ・サンティがバルダッサーレ・カスティリオーネに書いた手紙を引用し、美の追求の普及に影響を及ぼした。

## 書誌情報
- Pacheco, Francisco (1649), Simón Fajardo, ed. (スペイン語), Arte de la pintura, su antigüedad y su grandeza (1st ed.), Sevilla: Simón Fajardo, OCLC 252467454
- Pacheco, Francisco; Villaamil, Gregorio Cruzada (1866) (スペイン語), Arte de la Pintura su antigüedad y grandezas (2nd ed.), Madrid: Impr. de M. Galiano, OCLC 560350920
- Pacheco, Francisco; Mariano de La Roca y Delgado (1871) (スペイン語) (pdf), Arte de la pintura, su antigüedad, y grandezas : Describense los hombres eminentes que ha auido en ella y sus preceptos ; del dibujo, y colorido ; del pintar al temple y al oleo ; de la iluminacion y estofado ; del pintar al frésco ; de las encarnaciones, de pulimento y de mate ; del dorado, bruñido, y mate. Y enseña el modo de pintar todas las pinturas sagradas, Madrid: Libreria de Leon Pablo Villaverde, OCLC 867811527

## 参考資料
- 松原典子「対抗宗教改革期のスペインにおける説教と美術」『上智大学外国語学部紀要』第39巻、上智大学外国語学部、東京、2004年、ISSN 02881918、NAID 120005874883、2016年9月30日閲覧。